# Duocento

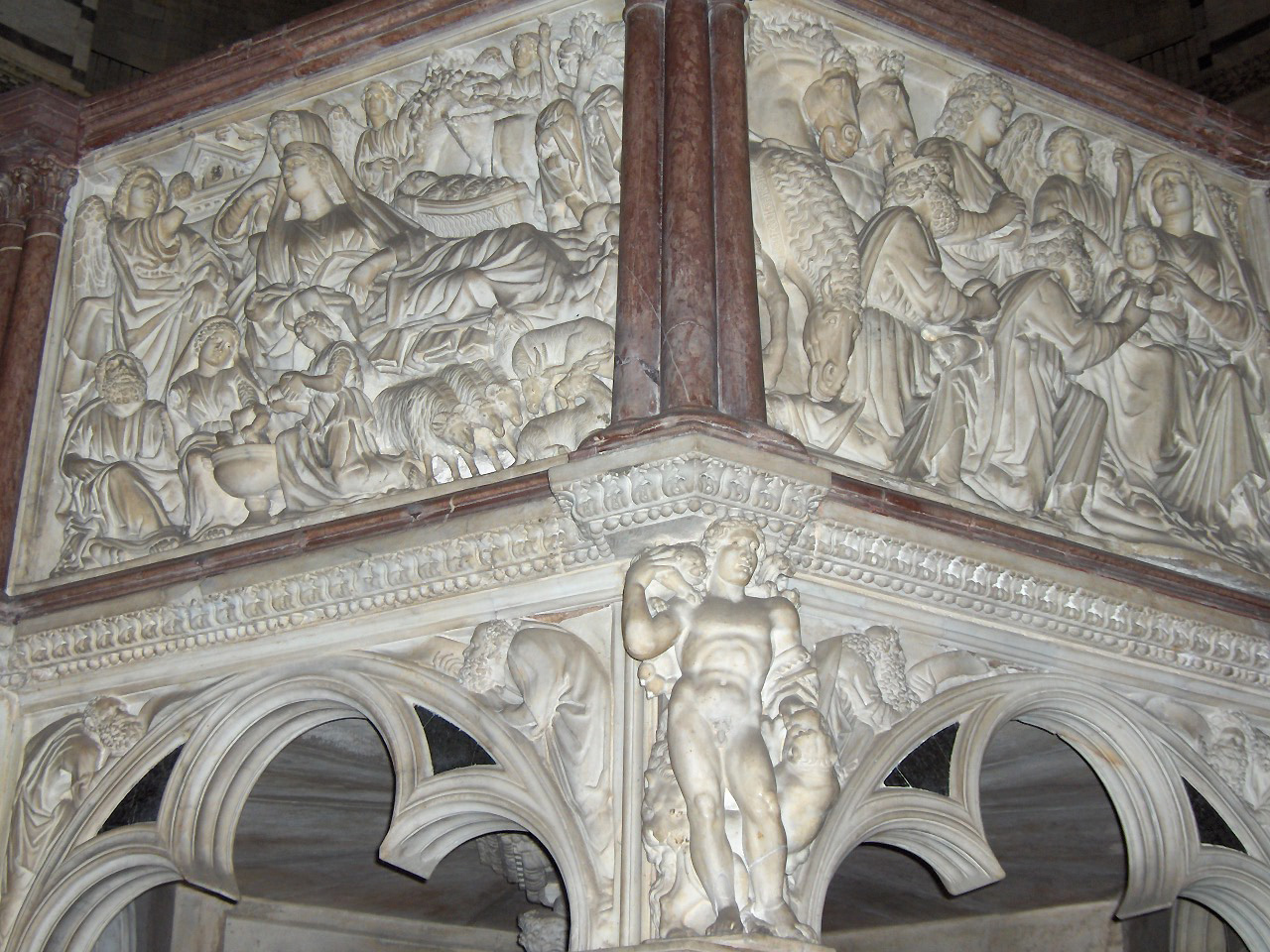
Púlpit del Baptisteri de Pisa

Duocento o Dugento -a la seva versió arcaica- és la denominació del segle xiii de la història d'Itàlia, especialment de la història de l'art.
Al costat del Trecento (segle xiv) constitueixen el període en què es desenvolupa el Gòtic italià, a la vegada que les diferents manifestacions culturals evolucionaven cap al Prerenaixement.
Florència va ser un dels més importants centres artístics i culturals, així com polítics i econòmics. Altres van ser Pisa, Siena, Arezzo, Màntua i Perusa, tots ells a la regió de Toscana.
Les figures religioses més importants van ser sant Francesc d'Assís, que a més a més del seu impacte espiritual també va renovar la poesia (Càntic de les criatures); i sant Tomàs d'Aquino, cimera de l'escolàstica (Summa Teològica).
Les principals personalitats culturals del segle van ser els escriptors Iacopo da Varazze (Llegenda àuria) o Guittone d'Arezzo (Trattat d'amore -dotze sonets sobre l'Ars Amatoria d'Ovidi-); els pintors Cimabue o Guido da Siena; i els escultors i arquitectes Nicola Pisano, Giovanni Pisano o Arnolfo di Cambio, entre d'altres.
Entre la música del Duecento, a més a més de la polifonia denominada Ars antiqua, va estar l'emprada pels anomenats trovatori (trobador), com Sordello de Màntua.
Ja a la fi de segle xiii i començaments del XIV van desenvolupar la seva obra dos autors excepcionals: el poeta Dante (Divina Comèdia) i el pintor Giotto di Bondone.

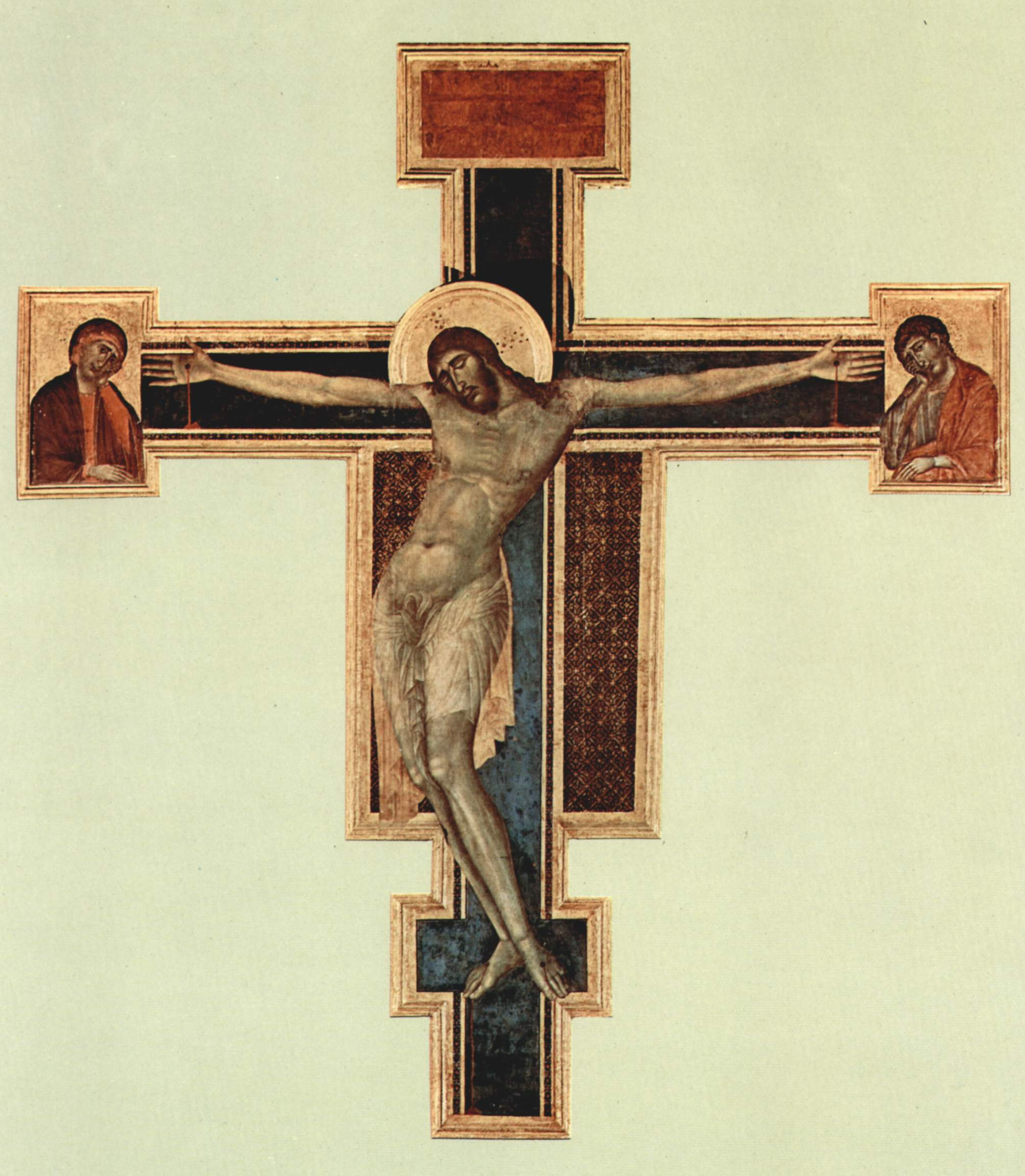
Crucifix de Santa Croce, de Cimabue.
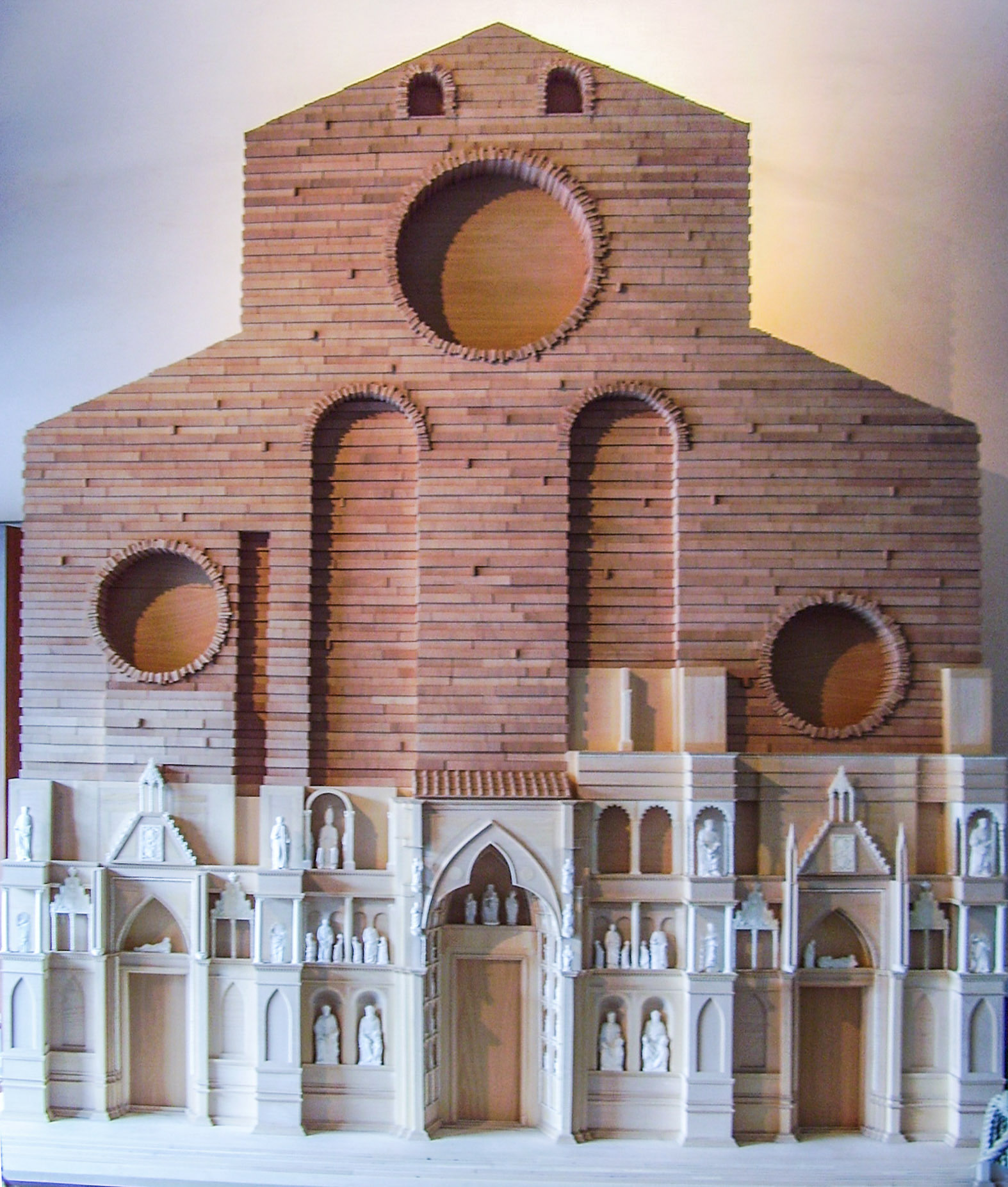
Maqueta del disseny de la façaada de Santa Maria del Fiore, d'Arnolfo di Cambio.
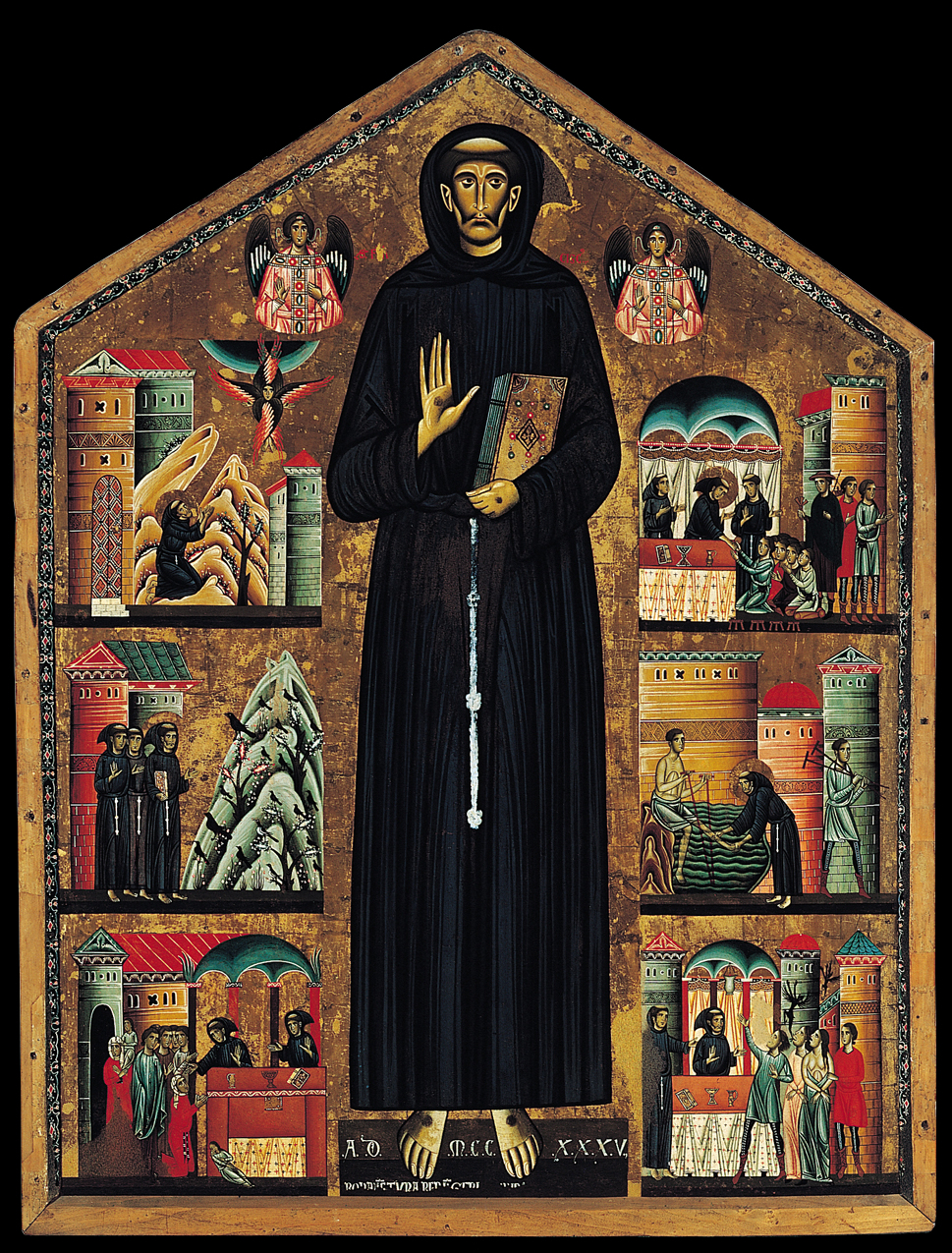
Vida de sant Francesc per Bonaventura Berlinghieri (1235).